# Emmanuele Kanyama
Emmanuele Kanyama (ur. 25 grudnia 1962 w Dedzy, zm. 17 lutego 2018 w Kapiri) – malawijski duchowny katolicki, biskup diecezjalny Dedzy w latach 2007–2018.

## Życiorys
Święcenia kapłańskie otrzymał 4 sierpnia 1990 i został inkardynowany do diecezji Dedza. Był przede wszystkim wykładowcą seminariów w Dedzy oraz w Kachebere.
4 lipca 2007 papież Benedykt XVI mianował go biskupem diecezjalnym Dedzy. 6 października tego samego roku biskup Rémi Sainte-Marie dokonał jego konsekracji. Funkcję sprawował do swojej śmierci.
Zmarł na cukrzycę 17 lutego 2018.